# Скулелев
Скулелев (дан. Skuldelev) — невеличке містечко на півострові Горншерред на острові Зеландія, в регіоні Зеландія королівства Данія. Розташоване за 5 км на північний схід від Скіббі, за 11 км на південь від Єгерспріса та за 11 км на південний захід від Фредерікссунна. Місто належить до муніципалітету Фредерікссунн і знаходиться в столичному регіоні Данії. Станом на 2022 рік мало 869 мешканців.

## Географія
На схід від міста лежить добре збережений Скулелевський кряж (дан. Skuldelev Ås), який охороняється з 1951 року. У 1962 році в Роскілле-фіорді неподалік від Скулелевської гавані  були розкопані Скулелевські кораблі.

## Історія

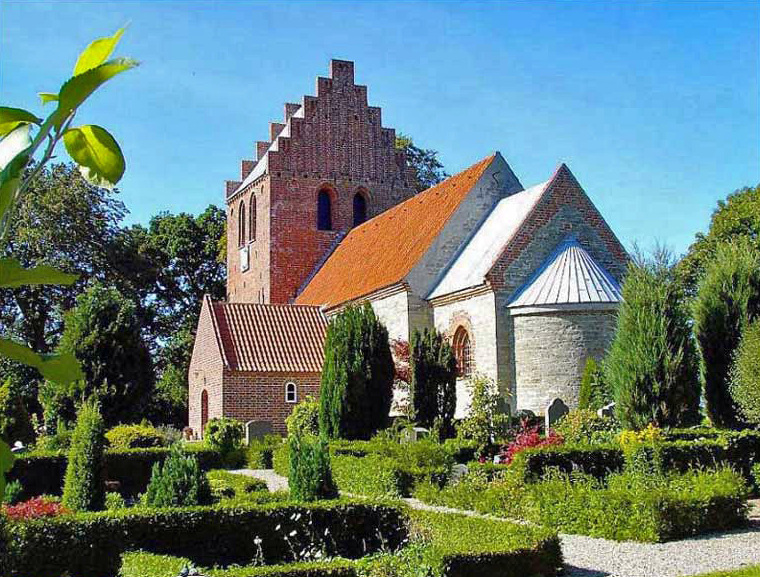
Скулелевська кірха XII століття

Церква міста Скулелев була збудована у XII столітті.
У 1898 році Скулелев був описаний так: "Скулелев з церквою, пресвітерієм, школою, корчмою та кооперативною молочарнею («Джерело Св. Олафа»). В 1900-х роках в місті було проведено телефонний зв'язок.
У 1962 році в Роскілле-фіорді неподалік від Скулелевської гавані (дан. Skuldelev Strand) були знайдені та розкопані Скулелевські кораблі — п'ять оригінальних кораблів вікінгів, затоплених у фіорді в 1070 році, які сьогодні експонуються в спеціально збудованому для них Музеї кораблів вікінгів в Роскілле.

## Комунальні служби та зручності
Церква Скулелєва розташована в північній частині міста.
Скулелевська школа тепер є філією школи Fjordlands у Скіббі. В школі навчається 105 учнів, розподілених на 0-6 класи. Працює позашкільний заклад і гурток, працює 27 працівників. Поруч зі школою знаходиться Скулелевська мерія (дан. Skuldelevhallen).
У місті є спортивний клуб, мультикультурна асоціація, міська гільдія, мотель і вуличні клуби.
У 2018 році компанія Fibia провела на вулицях волоконно-оптичні кабелі і запропонувала підключити індивідуальні будинки за одноразову оплату в 1995 данських крон в обмін на підписку домогосподарства на широкосмуговий доступ до інтернет-провайдера Waoo.
В місті є новий супермаркет Daglibrugsen, який працює 7 днів на тиждень з 7 до 20 години, в якому також знаходиться поштове відділення та пункт посилок.

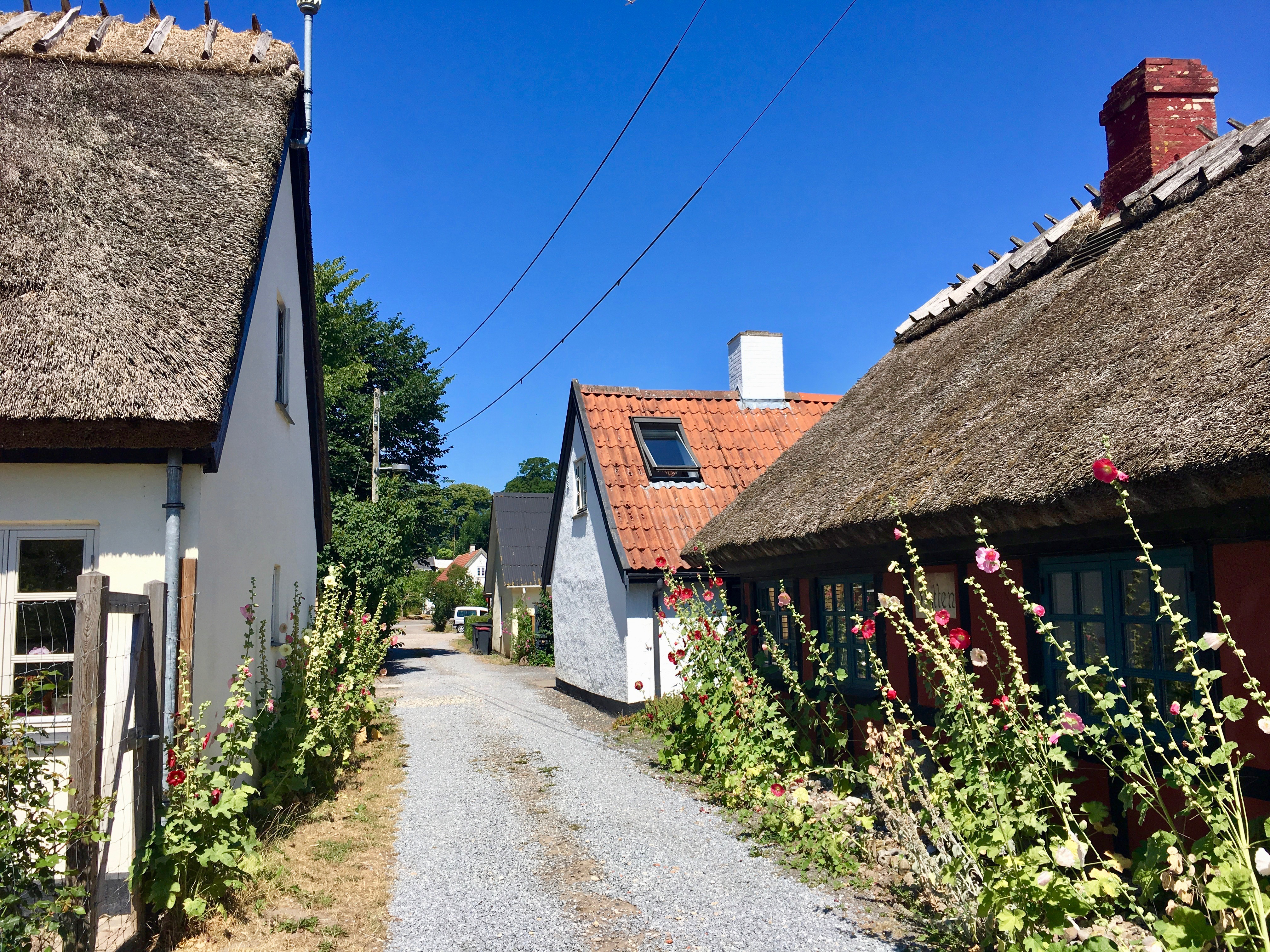
Вуличка в Скулелеві

Місто має власну водопровідну станцію та теплоцентраль, які належать своїм клієнтам, і кожною з них керує окрема рада; обидві з них не мають власного персоналу, але керуються місцевою сімейною компанією чоловіка та дружини.
Хоча в Скулелеві немає обов'язку підключатися до централізованого теплопостачання, більшість будинків у місті підключені до теплоцентралі Skuldelev Energiselskab, яка була заснована в 1996 році як теплоелектростанція, що виробляла як тепло, так і електроенергію. Сьогодні це чиста опалювальна станція, що працює на природному газі. Щоб заощадити газ і, таким чином, знизити ціну на опалення, протягом останніх 5 років було встановлено велику систему сонячних колекторів (на полі поруч з теплоцентралью) та збудовано котел на біомасі.
Музей ляльок та колекція іграшок Скулелєва був заснований у 1989 році та закритий наприкінці 2021 року.
Автобусна лінія Movia № 318 має 4 зупинки в Скулелеві та сполучає його зі Скіббі, Фредерікссундом і кількома проміжними селами в Горншерреді. Він курсує кілька разів на день у всі дні року, а його поточний розклад можна знайти за адресою: https://dinoffentligetransport.dk .

## Зовнішні джерела/посилання
Вікісховище має мультимедійні дані за темою: Скулелев
- Geodatastyrelsen: Høje målebordsblade 1842—1899 og lave målebordsblade 1901—1971